# Ulrichskapelle (Heiligenbrunn)

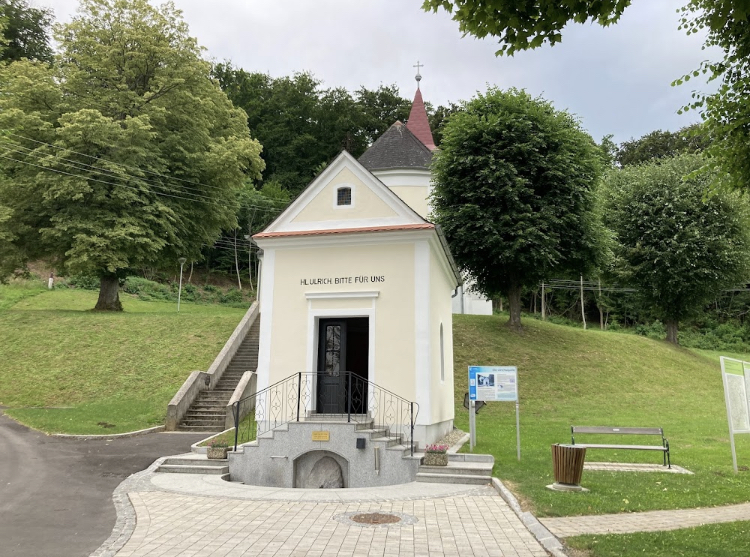
Ulrichskapelle mit Pfarrkirche zum Heiligen Clemens im Hintergrund

Die römisch-katholische Wallfahrtskapelle zum Heiligen Ulrich steht in der Gemeinde Heiligenbrunn (ungarisch Szentkút, kroatisch Šenkut) im Bezirk Güssing im Burgenland. Sie untersteht der Pfarre Heiligenbrunn im Dekanat Güssing in der Diözese Eisenstadt. Ihr Quellheiligtum, ursprünglich als Heiliger Brunnen bekannt, ist Namensgeber für Ort und Gemeinde. Die Kapelle steht unter Denkmalschutz.

## Geografische Lage
Die Kapelle liegt oberhalb des Dorfes am Fuß eines Steilhanges, der als Kirchhöh bekannt ist. Auf einem etwas höher gelegenen Plateau dieses Hanges steht in unmittelbarer Nähe die römisch-katholische Pfarrkirche zum Heiligen Clemens. Im Süden der beiden Sakralbauten schließt direkt der Pfarrriegel an, ein im Eigentum der Pfarre stehender weitläufiger Hügelrücken mit Wiesen im Ausmaß von etwa 3,5 ha, der ursprünglich Teil der Landwirtschaft der Pfarre war, und bis zum Ende des 20. Jahrhunderts auch über einen großen Pfarrhof verfügte.

## Geschichte
Den ersten historischen Beleg für ein Quellheiligtum mit Kapelle gibt es in einer Urkunde aus dem Jahr 1198. In ihr bestätigte König Emmerich unter anderem die Schenkung einer Kapelle am Heiligen Brunnen (lateinisch Sacrum fontem) durch den Bischof von Raab, Ugrinus, an das ca. 13 km entfernte Zisterzienserkloster Szentgotthárd. Ob diese Kapelle bereits damals am unteren Abhang der Kirchhöh stand oder am Plateau mit der heutigen Pfarrkirche, ist nicht bekannt. Ebenso unbekannt ist, ob sie dem Heiligen Ulrich gewidmet war, oder ob es erst später zu diesem Patrozinium kam. Eine Ulrichskapelle wurde 1757 das erste Mal genannt, eine Kirche zu Ehren des Heiligen Clemens bereits 1697. Laut diesem Bericht über die Kirche wurde deren Kirchweihfest allerdings am Ulrichstag (4. Juli) begangen.

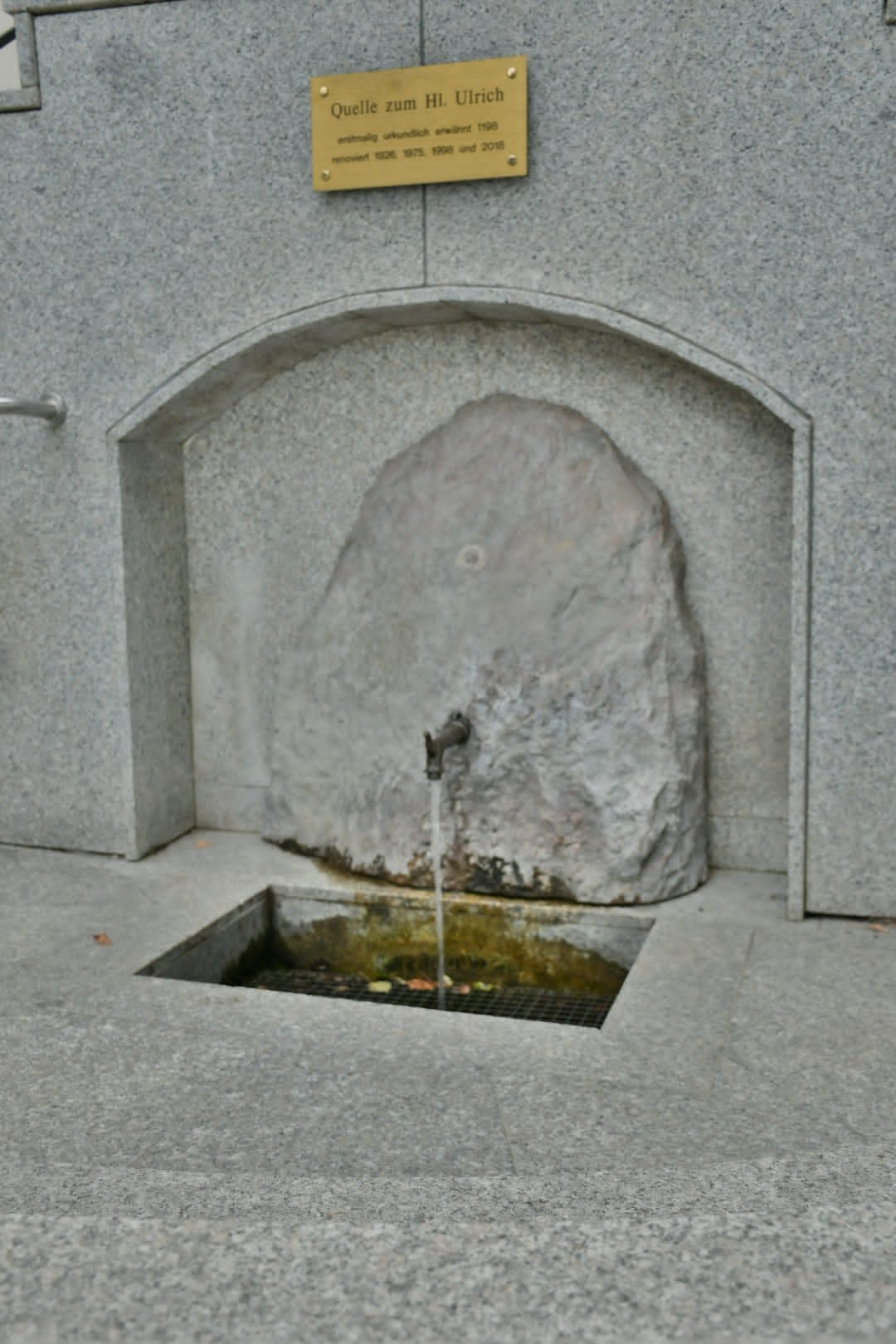
Wasserauslass der Ulrichsquelle

Ursprünglich handelte es sich bei der Kapelle um ein Gebäude aus Holz mit einem Steinaltar, über dem sich ein Bild des Heiligen Ulrich befand. Der Quellauslass unter dem Altar verfügte über eine Abdeckung, die zur Geräuschunterdrückung bei Heiligen Messen über die Quelle gelegt wurde. Von 1925 bis 1926 wurde an Stelle dieser hölzernen Kapelle das jetzige Gebäude errichtet.
Im Jahre 1975 wurde der ostseitigen Giebelfront die heute noch vorhandene Freitreppe mit Quellauslass vorgebaut. Bis dahin befand sich der Auslass an der Südfassade mit der angrenzenden Hangtreppe zur Pfarrkirche hinauf. Weitere Renovierungen des Gebäudes erfolgten in den Jahren 1998 und 2018. Im Jahr 2020 wurde der Vorplatz umgestaltet und ein Verbindungsweg zum Gemeindeamt angelegt.

## Architektur und Ausstattung
Bei der Kapelle handelt es sich um einen einschiffigen Ziegelbau mit Satteldach und einer Polygonapsis im Westen. Der östlichen Giebelfassade mit Eingangsportal ist eine Freitreppe vorgebaut.
Der gewölbte Innenraum ist vollständig mit Malereien versehen. Am gemauerten Altar befindet sich ein hölzerner Aufbau mit Tabernakel, der seitlich zwei Engelsfiguren trägt. Unter dem mit Sternenhimmel verzierten Chorgewölbe darüber befindet sich das Altarbild Heiliger Ulrich. An den Seitenwänden im Norden und Süden ist je ein rundbogiges Buntglasfenster vorhanden.

## Die Quelle
Der exakte geografische Ursprung der Quelle ist nicht bekannt, wird aber im Bereich des Chors der Pfarrkirche vermutet. Grund für diese Annahme sind starke Feuchtigkeitserscheinungen im Altarraum der Kirche, vor allem am gemauerten Sockel des Hochaltares.
Die Brunnenkammer der Quelle befindet sich unter dem Schiff der Ulrichskapelle. Der Schachtdeckel dieser Kammer ist in der Kapelle mittig im Fliesenboden eingelassen. Das gesammelte Wasser kann über einen Quellauslass unterhalb der Freitreppe am Vorplatz entnommen werden.
Dem Quellwasser wird eine heilende Wirkung bei Krankheiten zugesprochen, vor allem bei Augenleiden. Der bekannte Armenarzt Ladislaus Batthyány-Strattmann behandelte damit unter anderem Patienten mit Augenkrankheiten. Die Kapelle ist auch heute noch regelmäßiges Ziel zahlreicher Besucher, die das Wasser der Quelle in Flaschen abfüllen und mit sich nehmen.

## Wallfahrten
Wallfahrten zum Heiligtum wurden im Visitationsbericht von 1757 das erste Mal näher beschrieben. Dort heißt es die Quelle sei von vielen Menschen in der Hoffnung auf Heilung ihrer Krankheiten aufgesucht worden. Hierzu hätten sich die Gläubigen mit dem Wasser der Quelle benetzt.
Im Zeitalter des Spätbarock dürfte die Zahl der Pilger so groß gewesen sein, dass die Ulrichskapelle zusammen mit der benachbarten Pfarrkirche als gemeinsame Wallfahrtsstätte genutzt wurde. Ein Grund hierfür dürfte die seit dem Barock zunehmende Bedeutung von regelmäßigen Wallfahrten zu Pilgerorten in der Region gewesen sein – eine Entwicklung, die von der Amtskirche gefördert wurde. Zuvor war es eher üblich seltenere, aber dafür weitere Pilgerreisen auf sich zu nehmen. Man vermutet, dass es aufgrund dessen an der Rückseite des Hochaltares in der Pfarrkirche ursprünglich auch einen eigenen Quellauslass mit Becken gab (siehe Pfarrkirche, Wallfahrten).
Spätestens durch die Grenzziehung nach dem Ersten Weltkrieg und den Bau des Eisernen Vorhangs nach dem Zweiten Weltkrieg, kam es im 20. Jahrhundert zu einem Bedeutungsverlust des Wallfahrtsortes, der vor allem die Pfarrkirche traf. Da von seinen zehn Nachbargemeinden heute sechs in Ungarn liegen (siehe Heiligenbrunn, Geografie), und diese bis zur Jahrtausendwende nur über die Grenzübergänge in Eberau (ca. 10 km nordöstlich) und Heiligenkreuz (ca. 12 km südwestlich) erreichbar waren, nahm die Zahl der Pilger drastisch ab. Heutzutage wird daher nur noch die Ulrichskapelle – als regelmäßiges Ziel von Besuchern der Ulrichsquelle – als Pilgerstätte betrachtet.

## Fotogalerie

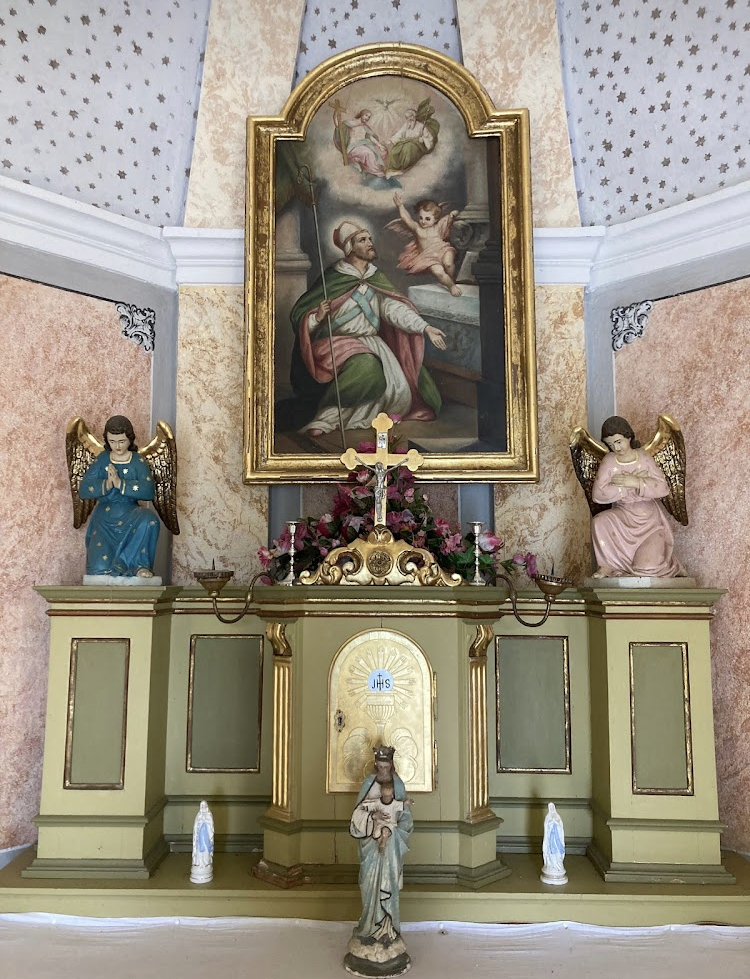
Der Altar der Kapelle
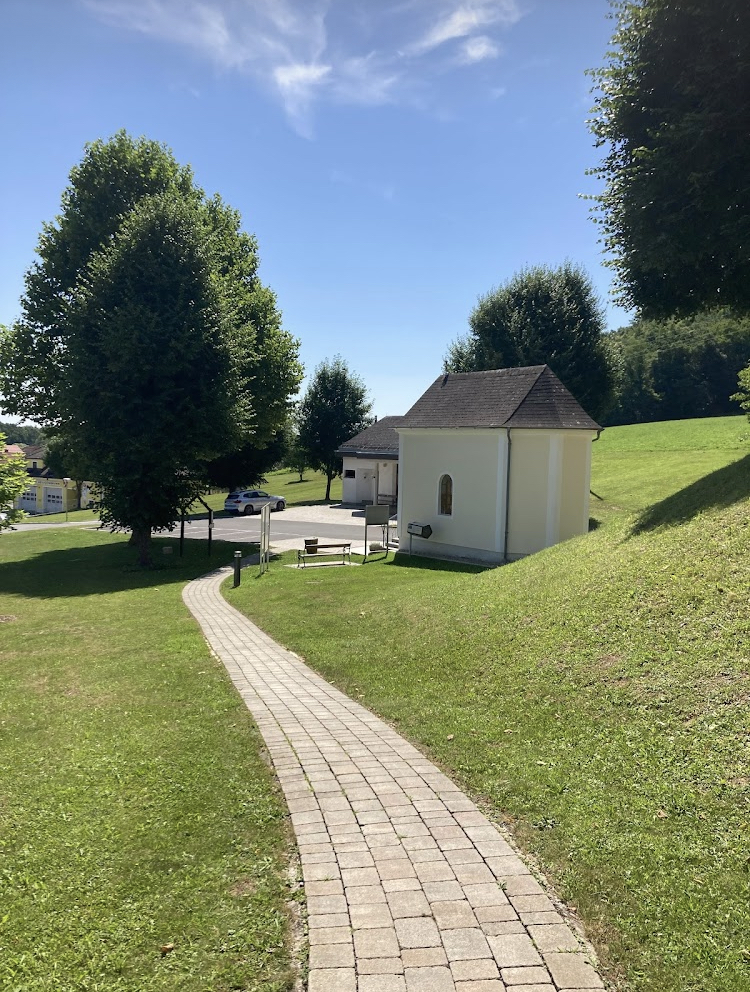
Fußweg zur Kapelle
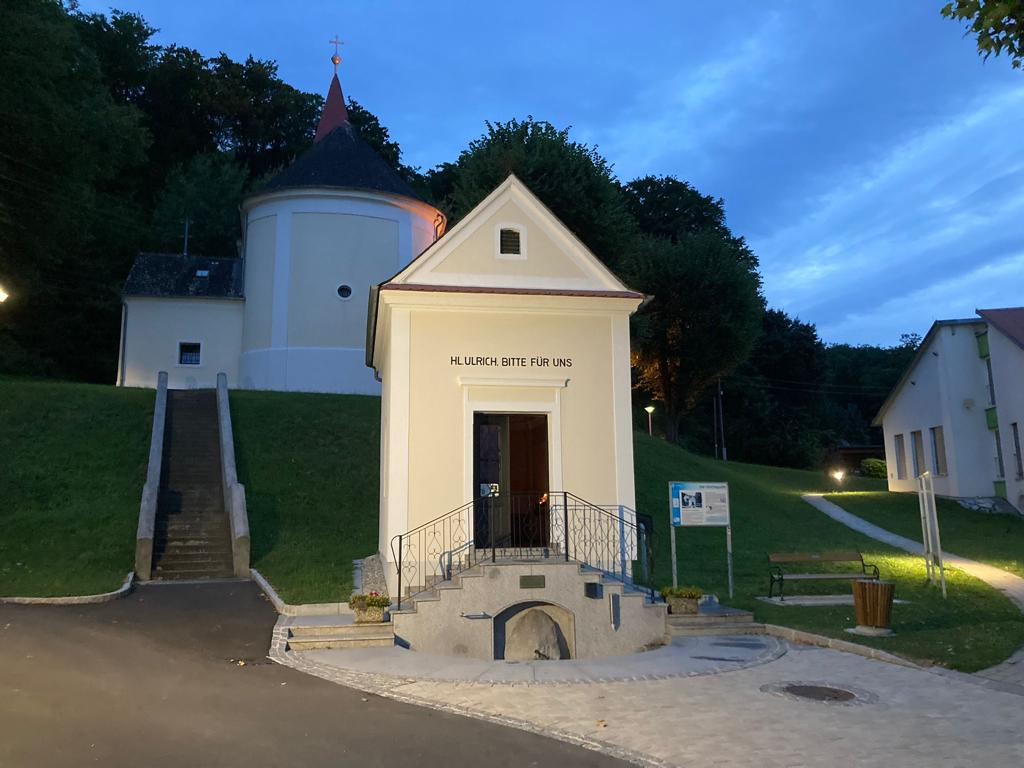
Front zur Blauen Stunde
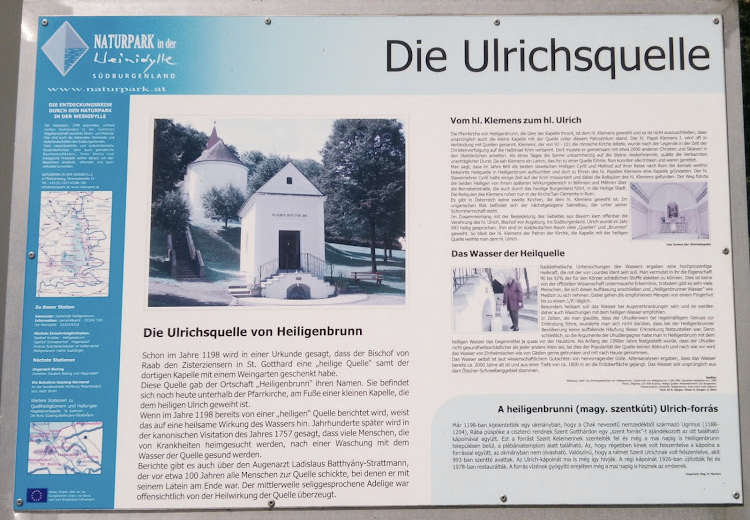
Infotafel bei der Kapelle